# Mary McLeod Bethune
Mary Jane McLeod Bethune, nascida Mary Jane McLeod (Mayesville, 10 de julho de 1875 – Daytona Beach, 18 de maio de 1955) foi uma educadora, filantropa e ativista dos direitos civis norte-americana, especialmente conhecida por abrir uma escola particular para afro-americanos em Daytona Beach, Flórida. Ficou conhecida como "A Primeira-Dama da Luta" por causa do seu compromisso para obter uma vida melhor para os afro-americanos. Mary Jane arrecadou dinheiro e apoios de outros filantropos e conseguiu transformar a escola em uma faculdade, que viria se tornar a Universidade Bethune-Cookman. Foi apontada como conselheira do presidente Franklin D. Roosevelt, como parte do que ficou conhecido como o "gabinete negro".
Em 1930, a jornalista Ida Tarbell incluiu Bethune como a número 10 na lista das maiores mulheres norte-americanas. Bethune foi premiada com a Medalha Spingarn em 1935 pela NAACP.
Em 1973, Bethune foi incluída no National Women's Hall of Fame.

## Biografia

### Primeiros anos
Mary Jane nasceu em Mayesville, na Carolina do Sul, em 1875, em uma fazenda de arroz e algodão, no condado de Sumter. Era a 15ª filha dos 17 filhos do casal Sam e Patsy (McIntosh) McLeod, os dois nascidos na escravidão. A maioria de seus irmãos nasceram também na escravidão. Seus pais queriam ser independentes por isso se sacrificaram para comprar uma fazenda para a família. Quando criança, Mary Jane acompanhava a mãe que entregava roupa lavada para os clientes e ao poder entrar nos quartos das crianças, ficava encantada com os brinquedos que elas tinham. Um dia, ela abriu um livro e uma criança branca tomou o livro de sua mão, dizendo que ela não sabia ler. Mary Jane então percebeu que a única diferença entre negros e brancos, é que os brancos sabiam como ler e escrever. 

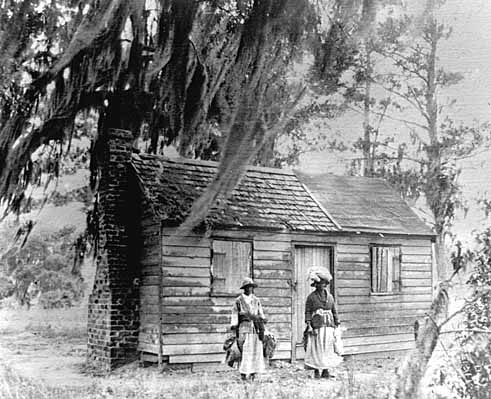
Casebre em Mayesville, onde Mary Jane nasceu

Mary Jane estudou na escola de apenas uma sala em Mayesville que aceitava negros, a Trinity Mission School, dirigida por uma comissão presbiteriana. Foi a única criança da família a frequentar a escola, então um dia ela passou a ensinar aos irmãos e aos pais o que aprendia na escola. Para assistir às aulas, Mary Jane precisava andar 8 quilômetros todos os dias e sua professora, Emma Jane Wilson, acabou tornando-se uma mentora Mary. Emma ajudou Mary a conseguir uma bolsa de estudos na mesma escola em que estudou. No ano seguinte, foi para o Instituto Dwight L. Moody para missionários, na esperança de ir para a África. Lá eles lhe disseram que missionários negros não eram necessários, então ela decidiu se tornar professora, em especial para alunos negros.

### Casamento e família
Mary casou-se em 1898 com Albertus Bethune e o casal viveu no ano seguinte em Savannah, Geórgia, onde ela fez trabalho social. Tiveram um filho juntos. Em seguida, um pastor presbiteriano pediu que o casal se mudasse para Palatka, Flórida, para dirigirem uma escola missionária. O casal se mudou novamente em 1899, onde Mary dirigia a escola e ainda pode ensinar a presidiários. Albertus a abandonou em 1907, mas o casal nunca se divorciou, mudando-se para a Carolina do Sul. Ele faleceu em 1918 devido à tuberculose.

## Morte
Mary Jane faleceu devido a um infarto em 18 de maio de 1955. Sua morte foi seguida por diversos tributos e editoriais em jornais por todo o país. Alguns deles diziam que sua história de vida devia ser ensinada nas escola para todas as crianças que ainda viriam.